# Unterlüß
Unterlüß är en ortsteil i kommunen Südheide i Landkreis Celle i förbundslandet Niedersachsen i Tyskland. Unterlüß var en kommun fram till 1 januari 2015 när den uppgick i Südheide. Kommuen Unterlüß hade 3 486 invånare 2014.